# 蓮池堂
蓮池堂（れんちどう、生没年不詳）とは、明治時代の浮世絵師。

## 来歴
師系・経歴不明。明治5年（1872年）に兎絵を描いている。この年は兎を飼うのが流行したことから、兎を題材にした絵が版行された。

## 作品
- 「玉兎黄金の酉年」　大判錦絵　国立劇場所蔵　※明治5年、古賀屋勝五郎版
- 「吉例兎の年礼噺」　大判錦絵　国立劇場所蔵　※同上